# Especial Record de Literatura
Especial Record de Literatura foi um especial de fim de ano da Rede Record exibido anualmente no qual contos e romances são adaptados para a televisão. Sua primeira exibição foi em 29 de dezembro de 2008.

## História
Inicialmente foi chamado de 200 Anos de História com adaptações de contos literários dos escritores Machado de Assis, em homenagem aos 100 anos de sua morte, e Guimarães Rosa, em homenagem aos 100 anos de seu nascimento. O primeiro episódio foi exibido em 29 de dezembro de 2008 com as adaptações do conto Os Óculos de Pedro Antão e do romance Grande Sertão: Veredas. A partir de 2009, mudou o nome para Especial Record de Literatura.

## Programas exibidos

### 2008

#### Os Óculos de Pedro Antão
Os amigos Pedro (Michel Bercovitch) e Mendonça (Bruno Mello) visitam uma casa deixada como herança para um deles por um tio excêntrico e solitário. Diante do cenário e dos objetos que encontram, Pedro assume a narração e inventa uma história rocambolesca para o tio Pedro Antão.

##### Elenco
| Ator              | Personagem           |
| ----------------- | -------------------- |
| Michel Bercovitch | Pedro Antão          |
| Roberto Pirillo   | Barão de Albuquerque |
| Luiza Tomé        | Dona Camila          |
| Bruno Mello       | Mendonça             |
| Karen Marinho     | Cecília              |
| Ana Cristina      | Tia Mônica           |
| César Mayko       | Criado               |

#### Sertão: Veredas
Riobaldo e Reinaldo, que na verdade se chama Diadorim,  são amigos de infância que vivem como jagunços no sertão mineiro. Mas o primeiro, aos poucos, se descobre apaixonado pelo colega. E passa a conviver com o sentimento de culpa por não entender de onde vem o amor que nutre por Reinaldo, sem saber que, na verdade, trata-se de uma mulher criada como homem desde pequena.

##### Elenco
| Ator             | Personagem                    |
| ---------------- | ----------------------------- |
| Odilon Esteves   | Riobaldo                      |
| Sílvia Lourenço  | Reinaldo / Diadorim           |
| Victor Bianchini | Riobaldo (criança)            |
| Giulia Shanti    | Reinaldo / Diadorim (criança) |

### 2009

#### Uns Braços
Inácio, 15 anos, bonito e inculto, mora na casa de Borges, para quem trabalha como aprendiz. Vive obcecado a observar os braços da patroa, Dona Severina, que os deixa descobertos propositalmente. Depois de olhar o rapaz com indiferença, Dona Severina percebe que é amada por ele e passa a tratá-lo com carinho e doçura. A história se desenrola de forma velada e sutil. Até que, num domingo, Inácio deita-se cansado na rede e dorme sonhando com Dona Severina. Aproveitando-se da ausência do marido, Dona Severina vai até o quarto do rapaz e beija o adormecido. Borges retorna e no outro final de semana despede Inácio, que vai embora sem entender as razões da demissão - apenas carrega na memória o sonho de um beijo.

##### Elenco
| Ator            | Personagem         |
| --------------- | ------------------ |
| Celso Frateschi | Solicitador Borges |
| Ana Petta       | Dona Severina      |
| Antônio Moraes  | Inácio             |

### 2010

#### As Mãos de Meu Filho
É um especial de fim de ano da Rede Record, baseada na obra homônima de Érico Veríssimo, As Mãos de Meu Filho, com direção e roteiro de Adolfo Rosenthal.

##### Elenco
| Ator              | Personagem         |
| ----------------- | ------------------ |
| Antônio Guerra    | Gilberto           |
| Ana Petta         | Margarida          |
| Adriana Garambone | madame Novaes      |
| Gustavo Falcão    | Inocêncio          |
| Yago Machado      | Gilberto (criança) |

### 2011

#### O Madeireiro
Na trama, Laura (Bianca Rinaldi) é uma escritora casada que conhece Júlio (Petrônio Gontijo). Eles se apaixonam, mas ela resiste às investidas do artista e se mantém fiel ao marido. Através de cartas os dois manifestam seus sentimentos e desejos mais íntimos. Com a morte do marido de Laura (Léo Wainer), Júlio perde o interesse na escritora.
Laura, que ainda ama Júlio, envia uma carta para o amado dizendo não querer mais nada com ele. Ela se diz apaixonada pelo Madeireiro (Breno de Filippo). A carta de Laura reacende o sentimento de Júlio, que começa a chantagear a escritora. A cada carta entregue, os dois vivem uma noite de amor. Quando as cartas acabam, Júlio se desespera. O plano de Laura dá certo e ela finalmente consegue tornar o romance definitivo.

##### Elenco
| Ator             | Personagem |
| ---------------- | ---------- |
| Bianca Rinaldi   | Laura      |
| Petrônio Gontijo | Júlio      |
| Breno de Filippo | Madeireiro |
| Léo Wainer       | Baltazar   |
| Edson Fieschi    | Walter     |
| Luiz Lobo        |            |

#### O Menino Grapiúna
Baseado no romance autobiográfico de Jorge Amado, o especial mostra as histórias vividas pelo autor quando menino, além dos personagens como seu pai,sua mãe e outras figuras importantes em sua vida. Como interlocutor, o cantor Gilberto Gil narra trechos dos livros mais conhecidos do autor durante as cenas. Foi produzido em parceira pela BossaNovaFilms e Rede Record.

##### Elenco
| Ator              | Personagem    |
| ----------------- | ------------- |
| Laerte Mello      | Coronel Amado |
| Bel Teixeira      | Eulália       |
| Nando Alves Pinto | Padre Cabral  |

### 2012

#### O Milagre dos Pássaros
“O Milagre dos Pássaros” foi uma uma homenagem ao centenário do escritor baiano Jorge Amado. A emissora filmou um telefilme baseado na obra do autor, que é o segundo autor brasileiro mais vendido no mundo (Paulo Coelho é o primeiro).
O telefilme foi rodado na Bahia e contou com Sabô e Ubaldo Capadóciono em papéis centrais. A produção ficou a cargo da Contém Conteúdo, produtora independente.

##### Elenco
| Ator               | Personagem                |
| ------------------ | ------------------------- |
| Giselle Itié       | Sabô                      |
| Fernando Pavão     | Ubaldo Capadócio          |
| José Dumont        | Capitão Lindolfo Ezequiel |
| Cristiane Ferreira | Valdelice                 |
| Luciana Fernandes  | Romilda                   |
| Aline Nepomuceno   | Rosecler                  |

#### A Tragédia da Rua das Flores
Baseado no livro de mesmo nome escrito por Eça de Queiroz, “A Tragédia” contará a história de Jô Lisboa, mulher que, tendo sido mãe muito cedo, abandonou marido e filho para fugir com um amante espanhol. Durante sua vida na Europa, Jô teve diversos homens, sempre se aproveitando do dinheiro dos mesmos.
Quando retorna ao Brasil, Jô conhece um menino de 19 anos, por quem se apaixona profundamente. Pela primeira vez em sua vida, Jô decide estar com alguém por amor e não por dinheiro. O que ela não sabe é que este apaixonante rapaz é, na verdade, o filho que abandonara.

##### Elenco
| Ator                | Personagem  |
| ------------------- | ----------- |
| Arthur Aguiar       | Victor      |
| Daniella Galli      | Jô Lisboa   |
| Jonas Bloch         | Timóteo     |
| Gabriela Durlo      | Ana         |
| Marco Antônio Pâmio | Agenor      |
| Guilherme Lopes     | Dâmaso      |
| Bukassa Kabengele   | Dr. Caminha |